# Hospital de Santa Maria

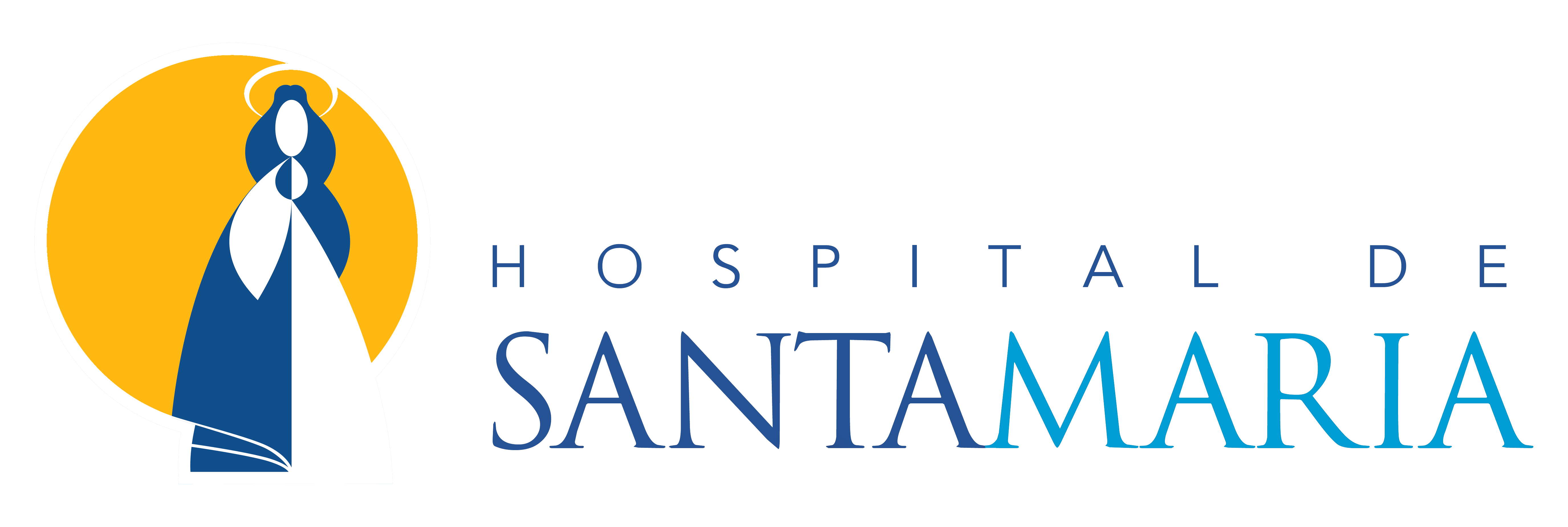

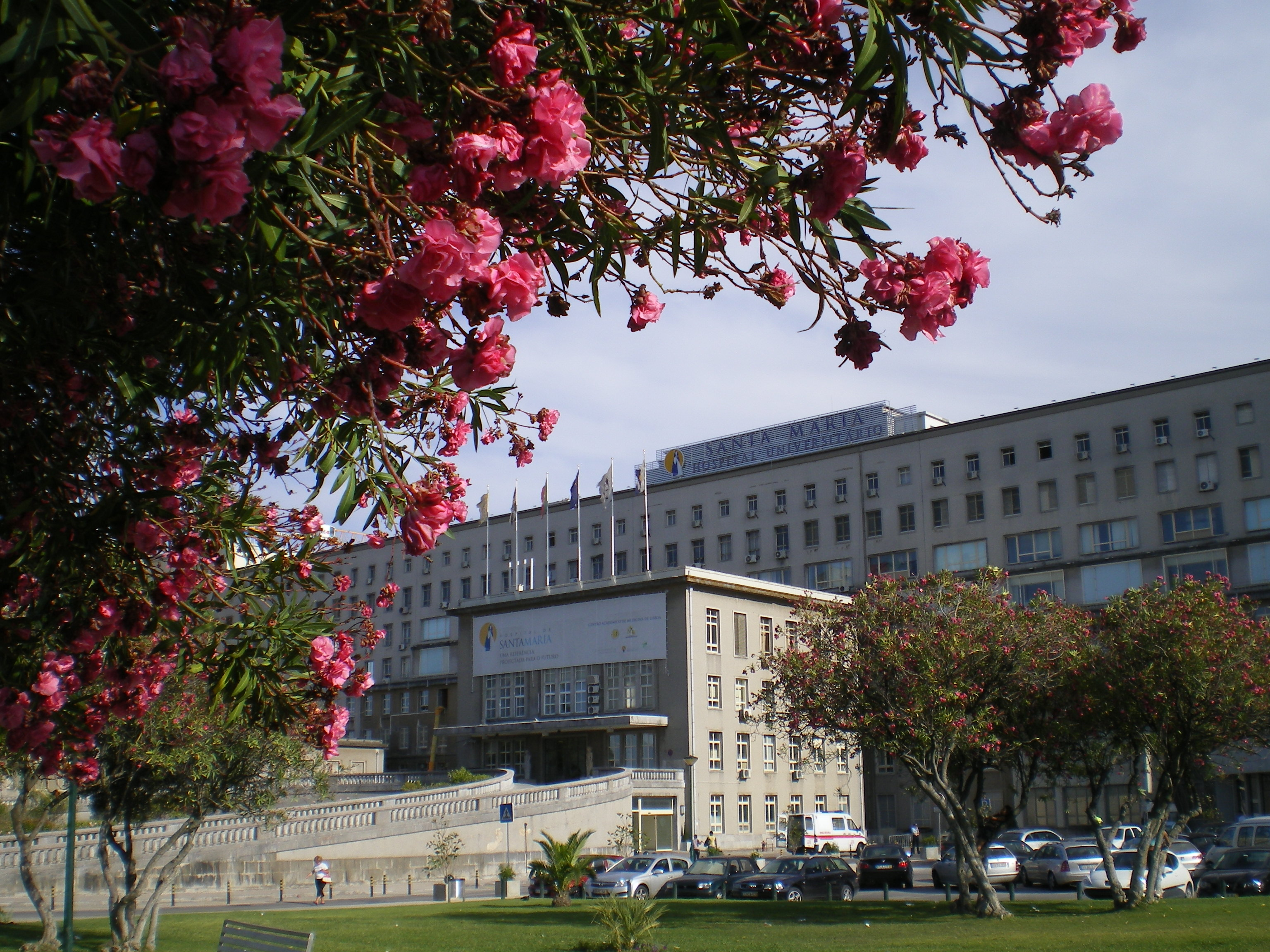
Hospital de Santa Maria (2009)

Das Hospital de Santa Maria-Centro Hospitalar Lisboa Norte (CHLN) in Lissabon ist das größte Universitätsklinikum Portugals. Es ist an die medizinische Fakultät der Universität Lissabon sowie an das Institut für Molekularmedizin (Instituto de Medicina Molecular – iMM) angeschlossen und verbindet die akademische mit der klinischen Ausbildung von Medizinern. Das Gebäude wurde von dem deutschen Architekten Hermann Distel entworfen und zwischen 1940 und 1953 errichtet. Es befindet sich im Norden der Stadt an der Avenida Prof. Egas Moniz in Campo Grande.
Das Krankenhaus Santa Maria gehört zum Centro Hospitalar Lisboa Norte, der Krankenhausregion Lissabon-Nord, eine der sechs lokalen Krankenhausgruppen der Region Lisboa e Vale do Tejo (Região de Saúde de Lisboa e Vale do Tejo) des staatlichen Gesundheitssystems Serviço Nacional de Saúde.

## Geschichte

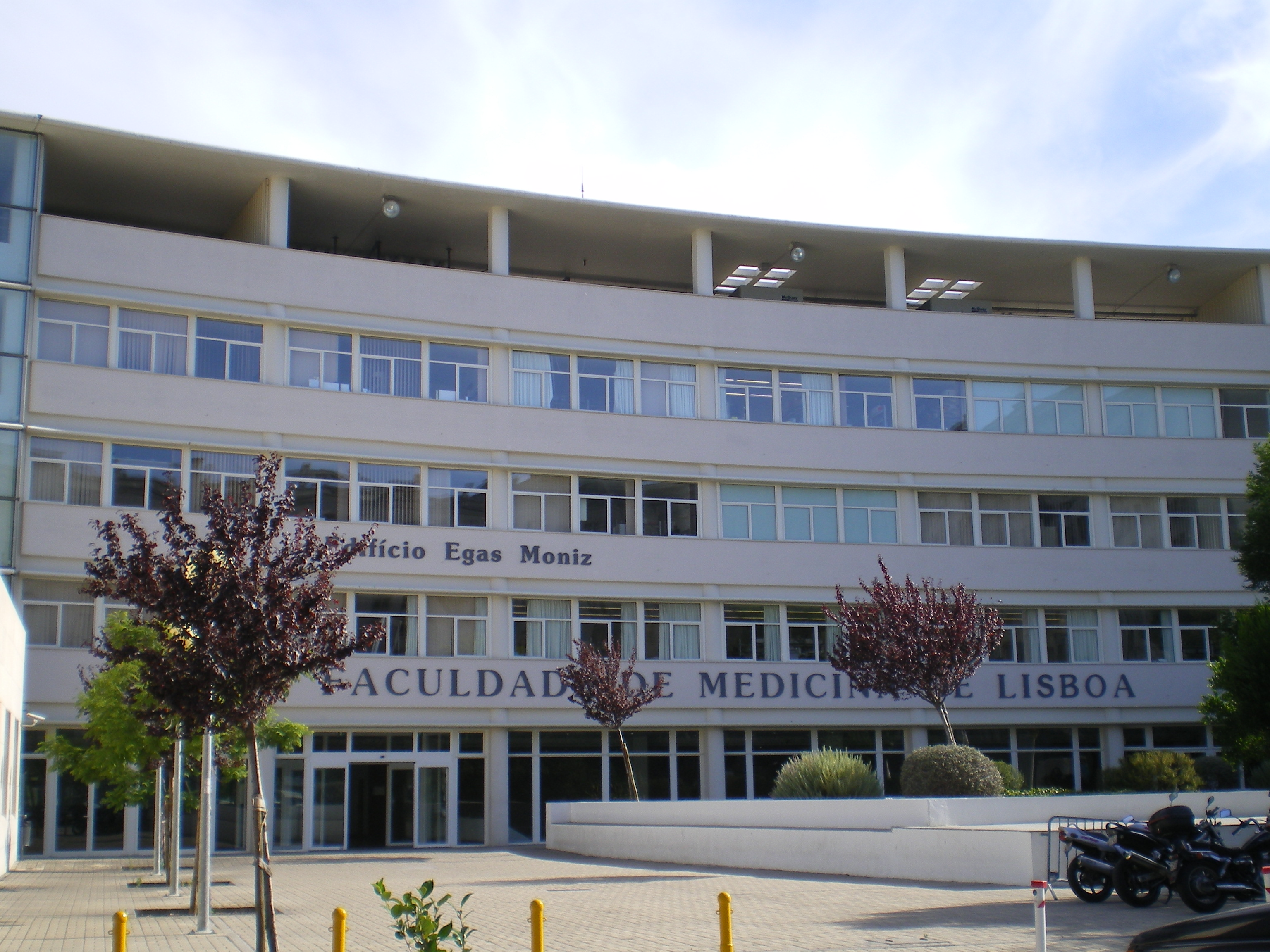
Gebäude Egas Moniz

Seine Geschichte geht auf das Jahr 1934 zurück, als per Gesetz eine Kommission zum Bau von Universitätskliniken in Portugal geschaffen wurde. Das Hospital Escolar de Lisboa wurde 1938 von Hermann Distel geplant und am 27. April 1953, nach einer Bauzeit von 13 Jahren, eingeweiht. Kurz vor der Fertigstellung erhielt es seinen aktuellen Namen. Es war bis dahin eines der größten Bauprojekte des Landes. Zwischen 1968 und 1972 wurden auf seinem Gelände die Gebäude der Krankenpflegeschule errichtet, die sich gegenwärtig Escola Superior de Enfermagem de Lisboa (Höhere Krankenpflegeschule von Lissabon) nennt. Im Jahr 2004 wurde außerdem das Gebäude Egas Moniz der medizinischen Fakultät eingeweiht, welches das Institut für molekulare Medizin beherbergt. Im gleichen Jahr wurde dem Krankenhaus die Bezeichnung „Universitätskrankenhaus“ verliehen.
Im Dezember 2019 eröffnete die medizinische Fakultät der Universität von Lissabon das Gebäude Reynaldo dos Santos, in dem unter anderem ein Forschungszentrum für kardiovaskuläre Krankheiten, Forschungslaboratorien für Molekularbiologie und Zellkulturen, ein multidisziplinäres Simulationszentrum, die Experimentelle Chirurgie und ein Ernährungslabor untergebracht sind. Mit diesen neuen Forschungseinrichtungen sollen auch verstärkt ausländische Studenten angezogen und die Integration der FMUL in das europäische Netzwerk von Forschung und Lehre erleichtert werden.

## Weblink
- Fachgebiete (portugiesisch)